# Critoniadelphus
Critoniadelphus é um género botânico pertencente à família Asteraceae.